# Paimbœuf
Paimbœuf é uma comuna francesa na região administrativa do País do Loire, no departamento de Loire-Atlantique. Estende-se por uma área de 2 km². Em 2010 a comuna tinha 3 167 habitantes (densidade: 1 583,5 hab./km²).